# Cecidomyia pictipennis
Cecidomyia pictipennis är en tvåvingeart som först beskrevs av Johann Wilhelm Meigen 1830.  Cecidomyia pictipennis ingår i släktet Cecidomyia och familjen gallmyggor.
Artens utbredningsområde är Tyskland. Inga underarter finns listade i Catalogue of Life.